# Comarca de Fonsagrada
La Comarca de Fonsagrada (en gallego y oficialmente, A Fonsagrada) es una comarca noroccidental de Lugo (Galicia). Pertenecen a la misma los siguientes municipios: Baleira (O Cádavo), Fonsagrada, y Negueira de Muñiz.
Fonsagrada es la capital de la comarca. En 2017 tenía 5185 habitantes, lo que lo hace la comarca gallega con menor densidad.